# カリュブディス (小惑星)
カリュブディス (388 Charybdis) は小惑星帯に位置する比較的大きなC型小惑星である。
フランスの天文学者、オーギュスト・シャルロワによってニース天文台で発見され、ギリシア神話に登場する怪物カリュブディスにちなんで命名された。
2004年4月に東北・北陸で掩蔽が観測された。